# 13 Brygada Zmechanizowana (Bundeswehra)
13 Brygada Zmechanizowana (13 Brygada Grenadierów Pancernych) (niem. Panzergrenadierbrigade 13) – zmechanizowany związek taktyczny Bundeswehry.
W okresie zimnej wojny Brygada wchodziła w skład 5 Dywizji Pancernej i przewidziana była do działań w pasie Centralnej Grupy Armii.

## Struktura organizacyjna
| Organizacja PzGrenBrig 13 w 1989 | Organizacja PzGrenBrig 13 w 1989    | Organizacja PzGrenBrig 13 w 1989 |
| Godło                            | Pododdział                          | Miejsce stacjonowania            |
| -------------------------------- | ----------------------------------- | -------------------------------- |
|                                  | dowództwo brygady                   | Wetzlar                          |
|                                  | 131 batalion grenadierów pancernych | Wetzlar                          |
|                                  | 132 batalion grenadierów pancernych | Wetzlar                          |
|                                  | 133 batalion grenadierów pancernych | Wetzlar                          |
|                                  | 134 batalion pancerny               | Wetzlar                          |
|                                  | 135 batalion artylerii              | Wetzlar                          |